# География на Гана
Гана е държава в Западна Африка, край брега на Гвинейския залив на Атлантическия океан, разположена в субекваториалния пояс на Северното полукълбо, в зоната на саваните и редките гори (по-голямата част от страната) и влажните тропични гори (на югозапад). На запад Гана граничи с Кот д'Ивоар (дължина на границата – 668 km), на северозапад и север – с Буркина Фасо (548 km), а на изток – с Того (877 km). Общата дължина на сухоземните граници (в т.ч. речни) е 2093 km. На юг се мие от водите на Гвинейския залив на Атлантическия океан с дължина на бреговата ивица 539 km. Бреговете на океана са предимно ниски, плоски, пясъчни, с множество лагуни. Бреговата линия е слабо разчленена, подложена на постоянен силен прибой, а естествени защитени пристанища липсват. Страната има форма на правоъгълник, като от север на юг Гана се простира на 690 km, а от запад на изток – на 420 km. В тези си граници заема площ от 238 535 km². Населението към 1.1.2020 г. възлиза на 31 100 000 души. Столица е град Акра.
Територията на Гана се простира между 4°44′ и 11°10′ с.ш. и между 1°12′ и.д. и 3°16′ з.д. Крайните точки на страната са следните:
- крайна северна точка – 11°10′ с.ш., на границата с Буркина Фасо, на левия бряг на река Нухау (ляв приток на Бяла Волта);
- крайна южна точка – 4°44′ с.ш., нос Три Пойнтс, на брега на Гвинейския залив на Атлантическия океан;
- крайна западна точка – 3°16′ з.д., на границата с Кот д'Ивоар;
- крайна източна точка – 1°12′ и.д., на границата с Того, при столицата на Того град Ломе.[2]

## Релеф
Голяма част от територията на Гана е равнинна с надморска височина от 150 до 300 m. Покрай Атлантическия океан се простира приморска низина с ширина до 15 km, като на югоизток тя се нарича равнината Акра (височина до 100 m), а на югозапад – низината Акан (височина до 150 m). В централните части е разположено платото Ашанти (височина до 300 m). Тук на протежение от около 200 km, от северозапад на югоизток се простира платото Кваху със средна надморска височина до 500 m (максимална височина връх Аквава 788 m). Северните части на страната се заемат от равнините Ва и Мампруси (височина от 150 до 300 m), в източната част на които се издига отстъпа Гамбага (500 m). На изток, в пределите на Гана навлизат южните части на ниската планинска верига Атакора, разположена основно на територията на Того, като тук се издига най-високата точка на Гана – връх Афаджато (Джебобо) 885 m.

## Геоложки строеж, полезни изкопаеми
Голяма част от територията на Гана е изградена от докамбрийски формации. На северозапад и юг са разпространени метаморфозирани и гранитозирани скали от биримската система с раннопротерозойска възраст и залягащите в тях слабо метаморфозирани моласови наслаги от тарквайската система на средния протерозой. Те образуват източната периферия на Леоно-Либерийския масив. В централните части на страната е разположена синеклизата Волта, запълнена с неметаморфозирани седименти с горно- и долнопротерозойска възраст. На изток, по границата с Того, се простира Аквапим-Тоголезката (Атакорска) нагъната зона, образувана от слабо метаморфозирани и седиментни скали от серията Того-Буем с къснопротерозойска възраст. По крайбрежието са отложени кредни и кайнозойски наслаги.
С раннопротерозойските структури на фундамента са свързани крупните находища на боксити (общите запаси се оценяват на около 300 млн. т), манганови руди (около 30 млн. т), злато и диаманти. В Атакорската зона са развити находищата на железни руди. В седиментните скали на чехъла има находища на варовици и барити, а в кредните наслаги в крайбрежните краеви падини и в синеклизата Волта – нефтени находища.

## Климат
Климатът на Гана е екваториално-мусонен, а на югозапад – преходен към екваториален. Средната температура на най-топлия месец (март) е от 27°С на юг до 32°С на север, а на най-хладния (август) съответно от 23°С до 26°С. Годишната сума на валежите по западните части на крайбрежието и на платото Ашанти е от 1500 до 2000 mm, в района на столицата Акра и по източните части на крайбрежието – 650 – 750 mm, а в северните части на страната – 1000 – 1200 mm. В северните и североизточните части се наблюдава един дъждовен (от март до септември – октомври) и един сух сезон, а в южните части – два дъждовни (от март до юли и през септември и октомври) и два сухи сезона. През ноември (по крайбрежието през декември) духа сухият и горещ вятър „харматан“ идващ от Сахара.
| температура | януари | февуари | март  | април | май   | юни   | юли   | август | септември | октомври | ноември | декември |
| ----------- | ------ | ------- | ----- | ----- | ----- | ----- | ----- | ------ | --------- | -------- | ------- | -------- |
| минимална   | 24 °C  | 25 °C   | 26 °C | 26 °C | 25 °C | 24 °C | 23 °C | 23 °C  | 23 °C     | 24 °C    | 24 °C   | 24 °C    |
| максимална  | 32 °C  | 33 °C   | 33 °C | 32 °C | 32 °C | 30 °C | 29 °C | 28 °C  | 29 °C     | 31 °C    | 32 °C   | 32 °C    |

## Води
Речната мрежа на Гана е много гъста. Най-голямата река е Волта (дължина около 500 km), към водосборния басейн на която се отнася над 60% от територията на страната. Нейните основни притоци са: Черна Волта – 1000* km, Оти – 900* km, Бяла Волта – 640* km и Афрам – 320 km. На югозапад текат реките Биа – 300 km, Тано – 400 km, Анкобра, Пра – 240 km (с притоците си Офим и Бирим). Повечето от реките в Гана са множество бързеи и прагове. През дъждовния сезон те са многоводни и плавателни за плитко газещи речни съдове, а през сухия сезон силно намаляват оттокът си. Устията на много от тях, особено през сухия сезон, са затлачени от пясъчни коси, т.нар. бари. На 34 km югоизточно от град Кумаси е разположено единственото в страната естествено езеро Босумтви (площ 34 km², дълбочина 71 m). През 1964 – 65 г. при град Акосомбо на река Волта е изградена голяма преградна стена, като по този начин е образувано най-голямото в света изкуствено водохранилище с площ 8480 km², и, което заема 3,6% от територията на Гана.

## Почви, растителност, животински свят
Голяма част от територията на страната е заета от саванни гори и високотревисти савани. На юг и югозапад те се сменят с влажни тропични гори, с частично опадващи листа. Горите заемат около 10% от площта на Гана, като под тях се разполага едни от най-големите в света плантации за добив на какао. Те съдържат и множество ценни видове дървета: вава, махагон, сапале, утиле, макоре и др. Почвите са предимно червено-жълти латеритни и червени железисто-латеритни. В крайбрежните райони преобладава храстовата растителност. Виреят и много видове палми (маслена, кокосова, рафия). Покрай брега, в понижените и защитени от прибоя участъци са развити мангрови гори.
В продължения на столетия животинският свят на Гана е бил подложен на безогледно изтребление. В саванните гори все още може да срещнат слонове, а в саваната – лъвове. На територията на Гана обитават още биволи, хипопотами, леопарди, маймуни, лемури пото, множество тревопасни (антилопи и др.). Много богат е птичия свят. Има и много видове змии (кобра, мамба и др.). Характерни за страната са термитите, мухата цеце, а на север – опасната за човека муха симулиум.